# جناح طائر
الأجنحة الطائرة هي فراشات من فصيلة فراشات خطافية الذيل، والتي تنتمي إلى أجناس مقضم الجناحين، Troides، وجناح طائر (جنس).تعترف معظم المراجع الحديثة بستة وثلاثين نوع، ومع ذلك، تتم مناقشة هذا الأمر، وتضم بعض المراجع أجناس إضافية. أعطانها الأصلية في شبه القارة الهندية والبر الرئيسي وأرخبيل جنوب شرق آسيا وأستراليا.